# Еджвотер (Алабама)
Еджвотер (англ. Edgewater) — переписна місцевість (CDP) в США, в окрузі Джефферсон штату Алабама. Населення — 746 осіб (2020).

## Географія
Еджвотер розташований за координатами 33°31′48″ пн. ш. 86°57′10″ зх. д. / 33.53000° пн. ш. 86.95278° зх. д. (33.530099, -86.952790). За даними Бюро перепису населення США в 2010 році переписна місцевість мала площу 3,20 км², з яких 3,14 км² — суходіл та 0,06 км² — водойми.

## Демографія
Згідно з переписом 2010 року, у переписній місцевості мешкали 883 особи в 348 домогосподарствах у складі 234 родин. Густота населення становила 276 осіб/км². Було 398 помешкань (124/км²).
Расовий склад населення:
| - 68,4 % — чорних або афроамериканців - 31,0 % — білих - 0,1 % — корінних американців |

До двох чи більше рас належало 0,0 %. Частка іспаномовних становила 1,0 % від усіх жителів.
За віковим діапазоном населення розподілялося таким чином: 24,8 % — особи молодші 18 років, 61,7 % — особи у віці 18—64 років, 13,5 % — особи у віці 65 років та старші. Медіана віку мешканця становила 38,7 року. На 100 осіб жіночої статі у переписній місцевості припадало 84,0 чоловіків; на 100 жінок у віці від 18 років та старших — 76,1 чоловіків також старших 18 років.
Середній дохід на одне домашнє господарство становив 28 537 доларів США (медіана — 26 818), а середній дохід на одну сім'ю — 32 462 долари (медіана — 31 250). За межею бідності перебувало 26,5 % осіб, у тому числі 34,1 % дітей у віці до 18 років та 8,9 % осіб у віці 65 років та старших.
Цивільне працевлаштоване населення становило 259 осіб. Основні галузі зайнятості: освіта, охорона здоров'я та соціальна допомога — 23,6 %, науковці, спеціалісти, менеджери — 20,5 %, роздрібна торгівля — 14,3 %, фінанси, страхування та нерухомість — 13,5 %.